# Raewyn Connell
Raewyn Connell (Sydney, 3 gennaio 1944) è una sociologa australiana. Spesso è citata solamente come R. W. Connell.
Connell ha acquisito importanza come intellettuale della New Left australiana. È stata nominata professoressa universitaria presso l'Università di Sydney nel 2004 dove è rimasta fino al luglio 2014. Dopo il suo pensionamento, è stata nominata professoressa emerita nella stessa università. È conosciuta nell'ambito degli studi di genere soprattutto per il concetto di mascolinità egemone (hegemonic masculinity) e per il suo libro, Southern Theory.

## Vita e carriera
Connell è nata il 3 gennaio 1944 a Sydney, in Australia. Suo padre, William Fraser "Bill" Connell, è stato professore di educazione all'Università di Sydney mentre sua madre, Margaret Lloyd Connell (nata Peck), era un'insegnante di scienze nelle scuole superiori. Connell ha due sorelle, Patricia Margaret Selkirk e Helen Connell. 

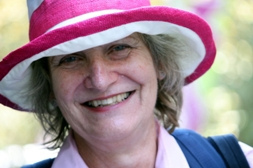
Raewyn Connell

Connell ha studiato alle scuole superiori nel quartiere di Manly e di North Sydney e ha conseguito la laurea presso l'Università di Melbourne e l'Università di Sydney. Ha ricoperto incarichi accademici in università in Australia, tra cui quella di professoressa fondatrice di sociologia alla Macquarie University, dove ha insegnato dal 1976 al 1991.
Negli Stati Uniti, Connell è stata visiting professor all'Università di Harvard nel 1991 e nel 1992 ed è stata professoressa di sociologia all'Università della California di Santa Cruz dal 1992 al 1995. È stata membro ordinario del Partito Laburista Australiano fino ai primi anni ottanta, ed è attualmente componente del National Tertiary Education Union.
La sociologia di Connell sottolinea la natura storica della realtà sociale e il carattere trasformativo della pratica sociale. La sua scrittura cerca di combinare dettagli empirici con analisi strutturali, in modo critico e rilevante nella pratica. Gran parte del suo lavoro empirico utilizza interviste biografiche nell'ambito dell'istruzione, della vita familiare e dei luoghi di lavoro. Ha scritto o co-scritto 21 libri e più di 150 articoli di ricerca. Il suo lavoro è tradotto in 16 lingue.
Connell fa parte del comitato editoriale o del comitato consultivo di numerose riviste accademiche, tra cui Signs, Sexualities, The British Journal of Sociology, Theory and Society e The International Journal of Inclusive Education.
Connell è una donna transessuale, che ha completato la sua transizione di genere in età avanzata. Quasi tutti i suoi lavori precedenti sono stati pubblicati sotto il nome neutro rispetto al genere R. W. Connell, fino alla seconda edizione di Mascolinities nel 2005. Alcune pubblicazioni sono sotto il suo deadname. Dal 2006 tutti i suoi lavori sono apparsi sotto il nome di Raewyn Connell.

## Opere tradotte in italiano
- Il silenzio della terra, pp. 103–119, in Raewyn Connell and Laura Corradi, 2014, Il silenzio della terra, Milano, Mimesis Edizioni.
- Uomini, maschilità e violenza di genere, pp. 5-19 in Sveva Magaraggia e Daniela Cherubini. Uomini contro le donne? Le radici della violenza maschile, Novara, 2013 UTET.
- Connell, Questioni di genere, 2nd edition, con introduzione di Roberta Sassatelli, Bologna, Il Mulino, 2011.
- Connell Raewyn, Sveva Magaraggia, Ricerca sulle questioni di genere: sangue, sudore e lacrime. Intervista a Raewyn Connell, Studi Culturali, vol. 8 no. 1, pp. 79–92, 2011.
- Connell, Questioni di genere, Bologna, Il Mulino, 2006.
- Connell, Maschilità: Identità e trasformazioni del maschio occidentale, Milano, Feltrinelli, 1996.